# Lom-C
Lom-C es el nombre artístico de Omar Silvestre Rico, uno de los MCs del grupo de hip-hop alicantino Arma Blanca.

## Biografía
Lom-C entró en el grupo Arma Blanca después de estar colaborando en varios conciertos anteriormente. En 2001 editaron "La Misión", primer trabajo de la formación tal y como la conocemos. Actualmente el grupo se ha desintegrado para realizar trabajos cada uno por su cuenta y se ha unido al grupo ComboClap Crew con el que ha grabado dos LP, uno llamado ComboClap Crew que salió el 18 de febrero de 2013 y el otro en diciembre de 2016, llamado "Volumen 2".
Ha grabado una maqueta en solitario titulada "El templo de las emociones". En 2008 ha editado su primer LP en solitario llamado "Psicomúsica" y después su segundo que lleva por nombre "Proyecto renacer" en 2011.
Un trabajo más en solitario salió en 2015 bajo en nombre de  "Conversaciones con mi ego" el cual ha tenido gran aceptación en la escena.
Lom-C es un rapero alicantino que empezó en el mundo del hip hop allá por el año 1996. Antes había tenido contacto con esta cultura a través de tres de sus elementos: el break dance, el grafiti y el rap.
A finales de ese año 1996, fue cuando empezó a tener conciencia de que esos elementos que había conocido por separado formaban parte de un todo que se llamaba cultura hip hop. Empezó a relacionarse con otros chavales de su ciudad que compartían sus gustos y poco a poco fue considerándose integrante de este movimiento.
Paso un periodo de más de dos años escribiendo raps, bailando break dance y pintando grafiti y empezó a darse cuenta de que el rap era lo que más le gustaba y donde mejor podía expresar lo que sentía. Se dedicó a escribir canciones de forma más seria y a grabarlas en su casa con algunos colegas.
A principios de 1999 se subió por primera vez a un escenario con un grupo de amigos llamado Crazy House en Petrer. Descubrió que esa era su verdadera vocación, componer canciones y cantarlas a la gente encima de un escenario.
Ese año 1999 conoció a Nach en el antiguo local de Arma Blanca y le escuchó rapear parte de los temas que después compondrían su primer LP "En la brevedad de los días". Quedó marcado por su forma de decir las cosas describir situaciones y enfocar los temas. En ese momento descubrió cual era el tipo de música que el quería hacer ya que su forma de entender el rap se veía reflejada en muchas de las letras que escuchó.
Los dos años siguientes estuvo colaborando con el grupo Hip Hop de su ciudad Arma Blanca, con los que dio varios conciertos y colaboró en algunas de las fechas de la gira de Nach "En la brevedad de los días".

## Con Arma Blanca
Ya en 2001 pasó a ser parte del grupo Arma Blanca, con los que dio varios conciertos por distintas ciudades de España (Cabe destacar su participación como teloneros en algunos conciertos del grupo barcelonés Magnatiz). En junio de ese año participó en el festival Viña rock con su grupo Arma Blanca acompañando a Nach en su directo. Fue su primera vez ante miles de personas.
En el año 2003 salió la primera maqueta de Arma Blanca bajo el nombre de "la Misión”, trabajo que tuvo una buena acogida por el público y que presentaron al público en los conciertos de la gira de Nach "poesía difusa" en la que participaban como acompañantes del rapeo alicantino.
Gracias a esos conciertos y a la buena acogida del público, firmaron un contrato discográfico con el sello independiente boa y sacaron su primera referencia editada llamado "reflexión bajo un flexo" a principios de 2004.En junio de ese mismo año salió el que sería su primer LP 2 "R-evolución"
Durante todo ese año 2004 y todo el 2005, estuvieron girando por toda España presentando el disco a la gente y acompañando a Nach en sus directos. En septiembre viajaron a Santiago de Chile, la primera vez que salían fuera y allí les esperaba un público de 6000 personas que conocían de punta a punta sus canciones.

## ComboClap Crew
Después de la disolución de Arma Blanca, Lom-C se integró al grupo ComboClaw Crew junto a Pozo aka Musikandante y RDT Pro con el que ha grabado un LP homónimo editado por Tiamat Records lanzado el 18 de febrero de 2013.
El LP cuenta con 15 cortes con una única colaboración de Esther Ortega, y en los scratches aparecen Dj Joaking y Dj Klean.

## En Solitario
Durante todo ese tiempo; Lom-C fue recopilando una serie de temas que verían la luz en diciembre de 2005 bajo el nombre de "el templo de las emociones”, su primer trabajo en solitario que salió como auto producido.
Todo el año 2006 y parte de 2007 pasaron entre conciertos y la preparación del segundo LP de Arma Blanca. En marzo de 2007 volvieron a cruzar el charco para volver a Santiago de Chile y a México DF y Monterrey, donde de verdad se dio cuenta de la gran repercusión que tiene el hip hop español en el continente americano.
En junio de 2007 salió el segundo LP de Arma Blanca "Autodidactas”, disco que estuvieron presentando por toda España durante todo ese año y parte de 2008.
Lom-C fue componiendo más canciones, que poco a poco, fueron tomando forma para convertirse en su segundo trabajo en solitario "Psicomusica" que vio la luz en octubre de 2008 y del que se hicieron 25 fechas por todo el territorio nacional en 2008 ,2009 y 2010.
Su tercer larga duración que lleva por nombre “Proyecto Renacer” que es de descarga gratuita, el disco cuenta con 17 tracks a lo largo de los cuales donde el MC de Elda nos intenta transportar a cada paraje que describe en cada tema.  Además reúne a Arma Blanca en el tema "Bolígrafos Caníbales" además de contar con un colaboración con ZPU en el te "Rebeldes con Causa" y una colaboración más con Pozo en el tema "No".
Un trabajo más en solitario salió en 2015 bajo en nombre de  "Conversaciones Con Mi Ego" que cuenta con 17 cortes, los cuales han tenido gran aceptación en la escena. Conversaciones con mi ego es un disco nacido de la inquietud artística de investigar dentro de uno mismo y buscar el yo interior más verdadero. Es un disco que intenta romper con las etiquetas que nos colgamos y los prejuicios que muchas veces nos imponemos a nosotros mismos. Letras de introspección y reflexión sobre lo que somos, aspiramos a ser o fuimos en algún momento. Sueños y frustraciones formando poemas que danzan en paisajes musicales indefinidos e interesantes.
También cabe destacar su participación en diversos proyectos como educador en institutos de la provincia de Alicante dando talleres de todo lo que tiene que ver con la figura del mc.

## Discografía

### Con Arma Blanca
- "La Misión"(Maqueta) (Independiente, 2003)
- "Reflexión bajo un flexo" (Maxi) (2003)
- "R-Evolución" (LP) (BoaCor, 2004)
- "Autodidactas" (LP) (Boa Music, 2007)
- "Inmortales" (LP)(Tiamat Records, 2019)

### Con ComboClap Crew
- "ComboClap Crew "(LP)(Maqueta) 2013)

- "Volumen 2 "(LP) 2016)

### En solitario
- "El Templo de las Emociones" (LP) (2006)
- "Psicomúsica" (LP) (2008)
- "Proyecto Renacer" (LP) (2011)
- "Conversaciones con mi Ego" (LP) (2015)
- ”Crónicas de un Positivo” (LP) (2021)
- ”Desaprendiendo” (LP) (2022)

## Colaboraciones
- Nach "Poesía difusa" - Calles (2003)
- Nach "Ars Magna / Miradas" - Castillos de Cartón (2005)
- Arkángeles "Escrito en sangre"(2005)
- Abram "Sangre de mi sangre"- El ocaso de los tiempos(2007)
- Legendario "detrás de un hombre" (2007)
- Akil Ammar "Réquiem": hijos del destino (2009)
- Acrow "El Caminante Sin Corazón": Amputador (2009)
- Norver Producciones15-M: La Revolución (con ZPU, Madnass, Tereifer, Demonio, ElSucio, JML, Bezea, Karvoh, Muro, Biggem, Fixer, Pozo e Hijo Pródigo)
- Versoterismo, Exopoetics, ComboClap Crew & Dj Joaking "Nocivo": Stargate
- Xhelazz "Amor Mío" con Sharif Fernández (2016)

## Curiosidades
- Participó como jurado en la semifinal alicantina de la Red Bull Batalla de los Gallos 2009.
- Ganó un premio de poesía